# Кандилис, Георгиос
Георгиос Кандилис (греч.  Γεώργιος Κανδύλης, Баку, Российская империя, 29 марта 1911 — Париж, Франция, 10 мая 1995) — известный греческий и французский архитектор и градостроитель XX века.

## Биография
Георгиос Кандилис родился в греческой семье 29 марта 1911 года в городе Баку Российской империи.
Отец (Панайотис Кандилис) его был понтийского происхождения из Трапезунда, мать (Вера Сканави) родом с греческого острова Хиос.
В своих детских воспоминаниях Кандилис описывает события Октябрьской революции и вступление Красной армии в Баку в позитивном ключе. Однако впоследствии его отец был арестован, мать тяжело заболела, а младший брат умер.
В юношеском возрасте Кандилис с семьёй переехал в Грецию, где получил возможность глубже изучить греческий язык и получил греческое гражданство.
Закончил 3-ю гимназию в афинском районе Колонаки.

## Учёба в Греции
В период 1931—1936 Кандилис учился на архитектурном факультете Афинского Политехнического университета у преподавателей Анастасиоса Орландоса и Димитриса Пикиониса.
Будучи студентом, он становится свидетелем исторических событий, происходивших в зданиях университета.
Известный франко-швейцарский архитектор Ле Корбюзье инициировал проведение международных конгрессов CIAM — съездов современных архитекторов разных стран, объединённых идеей обновления архитектуры.
IV Международный конгресс CIAM был проведен в Афинах в 1933 году, где Градостроительные концепции Корбюзье легли в основу «Афинской хартии», принятой на конгрессе. (В действительности конгресс начался и шёл на борту греческого теплохода «Патрис», во время его перехода из Марселя в Пирей и продолжился и завершился в Афинах.)
После окончания учёбы Кандилис открыл архитектурное бюро на площади Омония и одновременно работал помощником Иоанниса Деспотопулоса в Политехническом университете.
В октябре 1940 года Кандилис был призван в греческую армию и принял участие в греко-итальянской войне.

## Переезд во Францию
В 1945 году на судне «Матароа» перебирается в Париж по стипендии французского правительства и вскоре начинает работать в архитектурном бюро Ле Корбюзье, который поручает ему руководство ASCORAL (Ассамблея строителей ради обновления архитектуры). Также участвует в проектировании Unité d’Habitation — жилых комплексов, расположенных за пределами города Марсель (1945—1952).
В период 1951—1952 годы возглавляет компанию Atbat-Afrique со штаб-квартирой в Танжере в сотрудничестве с Сандрахом Вудсом и Анри Пио. Там он приобретает мировую известность, проектируя жилые комплексы Sémiramis и Nids d’abeille в Касабланке.
В 1953 году, в рамках подготовки IX Международного конгресса современной архитектуры (CIAM) Георгиос Кандилис вместе с Яапом Бакемой, Джанкарло де Карло, Альдо ван Эйком, Алисон и Питером Смитсонами, а также Сандрахом Вудсом основывает группу Team X. Эта группа должна была стать преемницей института Всемирных конгрессов после их прекращения в 1959 году.
В 1954 году, в сотрудничестве с Алексисом Йосицем и Сандрахом Вудсом открывает архитектурное бюро в Париже. Вскоре они выигрывают конкурс «Operation Million», благодаря чему бюро приобретает известность и клиентскую базу. В течение следующих 15 лет они являются лидерами архитектурной сцены Франции, реализуя такие проекты, как новый город Мирай в Тулузе (1961—1971) и расширение города Баньоль-сюр-Сез (1956—1961).
В 1965 году, при участии студентов, Кандилис был избран профессором Парижской высшей школы изящных искусств, в которой продолжал преподавать даже после событий мая 1968 года, в то время как многие другие профессора были уволены. При этом Кандилис был первым иностранным профессором и единственным, кто не был выпускником этой школы.
Параллельно Кандилис преподавал лекции и в других университетах Франции и Европы.
В 1969 году прекращает сотрудничество с Йосицем и Вудсом, и Кандилис продолжает работать независимым архитектором во Франции, проектируя такие значимые проекты, как туристические курорты Порт-Лёкат и Порт-Баркарес в Восточных Пиренеях (1964—1972) и Архитектурная школа в Тулузе (1970).
В 1979 году Кандилис был назначен членом Высшего комитета культуры при французском правительстве.

## Возвращение в Грецию
Кандилис неоднократно привлекался греческими правительствами в качестве советника по вопросам градостроительства. В 1962 году он предложил проект переноса центра Больших Афин в прибрежный столичный район Нео Фалиро.
Будучи президентом Европейского культурного центра в Дельфах, Кандилис предложил построить открытый театр в 1 километре к востоку от археологической площадки. После его смерти в 2004 году архитекторы Элени Хадзиниколау и Солон Ксенопулос воплотили эту идею в жизнь.

## Олимпиада в Афинах
В последние годы жизни он работал в Греции руководителем оперативной группы, занимавшейся подготовкой заявки Афин на проведение Олимпийских игр 1996 года, так называемого «Афины 1996». Это была заявка, представляющая кандидатуру Афин на проведение Олимпийских игр 1996 года, спустя ровно 100 лет после того, как в 1896 году в Афинах состоялись первые современные Олимпийские игры. Идеи и результаты, полученные в рамках этой заявки, стали основой для последующей заявки «Афины 2004». Успех в получении права на проведение Олимпийских игр 2004 года был посвящен его памяти.
В ходе финального голосования Афины уступили Атланте, что было воспринято греками как победа не Атланты, а компании Coca-Cola.
Кандилис умер 10 мая 1995 года в Париже.

## Основные достижения
- 1945—1952: сотрудник Ле Корбюзье, в проектировании городов спутников Марселя (Лучистый город Марсель).
- 1951—1952: здания «Sémiramis» и «Nids d’abeille» в квартале Carrières centrales города Касабланка.

### Архитектурное бюро Candilis-Josic-Woods
- 1955: город «Le village» в Persans (Валь-д’Уаз).
- 1956—1961: главный архитектор по расширению города Баньоль-сюр-Сез (Гар (департамент)), по заказу CEA.
- 1956—1962: квартал Emmaüs улица de l'étoile Бобиньи (735 жилищ)[11].
- 1957: квартал Пьер-Монтийе в Ле-Блан-Мениле (Сен-Сен-Дени).
- 1957—1960: комплекс жилищ и крытый рынок в Bois-Colombes (О-де-Сен).
- 1957: квартал Emmaüs в Ольне-су-Буа (Сен-Сен-Дени) (250 жилищ)
- 1958—1962: «башни» жилищ на улицах Gabriel-Péri и Célestin-Alphonso в Иври-сюр-Сен (Валь-де-Марн).
- 1959: жилые здания по улице Léon-Martine в Шатне-Малабри (О-де-Сен).
- 1959—1962: комплекс жилищ «La Viste» в Марселе (1000 квартир).
- 1959—1962: роскошные жилые здания «Résidence Vaugirard Mathurin Régnier», по улице Vaugirard и Mathurin Régnier XV округ Парижа.
- 1961: комплекс жилищ «Cité du Soleil» в Авиньоне.
- 1961—1966: Проектирование зоны городского развития района Mirail в Тулузе.
- 1961: проектирование жилищного развития региона Маноск (Альпы Верхнего Прованса), в рамках программы «Patrimoine du XXe siècle»[12]).
- 1961—1962: французская начальная школа в Женеве[13].
- 1962: зимний спортивный курорт в Saint-Martin-de-Belleville (Савойя).
- 1964: Церковь Богоматери Благовещения в Saint-Julien-l’Ars (Вьенна).
- 1964: комплекс жилищ «Le Clos d’Orville» в городе Ним.
- 1965: промышленная зона Les Bruyères в городе Севр (О-де-Сен).
- 1967—1975: Университет Toulouse II в районе Mirail.
- 1969: Свободный университет Берлина.

### Личные работы
- 1964—1972: курорты в Порт-Лёкате и в Порт-Баркаресе (Од и Восточные Пиренеи).
- 1970: Архитектурный факультет (Тулуза).
- 1970: квартал Рю-де-Во в Эзанвиле).
- 1972: курорт Парк-Масолен в Рокебрюн — Кап-Мартен (Приморские Альпы (департамент)).
- 1975: комплекс жилищ «Résidence de France» в Гавре[14].

## Публикации
- Recherches sur l’architecture des loisirs, éd. Eyrolles, 1973, 144 p.
- Bâtir la Vie, éd. Stock, 1977, 311 p.; réédition Infolio, coll. Archigraphy Poche, Gollion, 2012 (auto-rétrospective de son travail)